# První vatikánský koncil

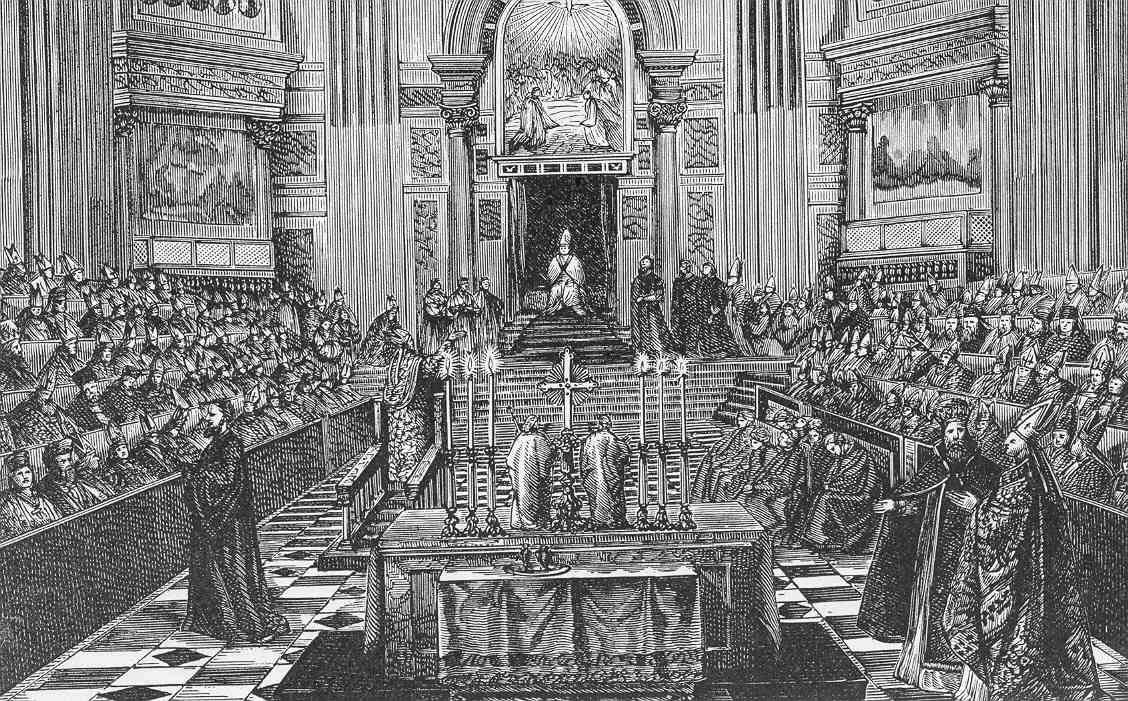
První vatikánský koncil

První vatikánský koncil byl koncilem katolické církve (z jejího hlediska 20. ekumenickým), který svolal papež Pius IX. 29. června 1868 bulou Aeterni Patris. Zahajovací zasedání se konalo 8. prosince následujícího roku, poslední zasedání 18. července 1870, kdy byl koncil odročen, nicméně politická situace (konkrétně prusko-francouzská válka a anexe církevního státu Itálií) již neumožnila jeho další pokračování. Formálně ukončen byl až v roce 1960.
Vlivem náhlého přerušení koncil nestihl projednat mnoho připravovaných otázek, zejména ohledně změn ve struktuře církve, životě kléru apod., kterým se poté věnoval až druhý vatikánský koncil. Z koncilu nakonec vzešly 2 dokumenty nemalého významu: dekret o víře Dei Filius a konstituce Pastor aeternus. První definuje dogma o přirozené poznatelnosti Boží rozumem z toho, co bylo stvořeno, druhý tzv. papežskou neomylnost. Zejména tato dogmata se stala na dlouhou dobu předmětem sporů; odmítnutí závěrů koncilu některými teology dokonce vedlo ke vzniku starokatolické církve.

## Syllabus Pia IX.
V polovině 19. století pod vlivem společenských okolností, které nebyly církvi nakloněny, cítil nově zvolený papež Pius IX. potřebu veřejně se postavit proti moderním politickým a filosofickým idejím, které ohrožovaly církev či odporovaly jejímu učení. K tomu mu posloužil návrh arcibiskupa Pecciho (pozdějšího papeže Lva XIII.) vydat seznam dobových omylů. Po přípravách byl tento Syllabus 8. prosince 1864 společně s encyklikou Quanta cura zaslán biskupům. Z filosofických systémů odsuzoval pantheismus, racionalismus či naturalismus. Odmítal též společenská pojetí socialismu, komunismu a liberalismu. Dalším tématem pak byl vztah církve a státu či bludné názory v oblastech křesťanské morálky.
Vně církve byl Syllabus chápán jako odřeknutí se moderní kultury, a byl proto potírán. Ve Francii bylo jeho publikování dokonce zakázáno.

## Myšlenka koncilu
Dva dny před vydáním Syllabu papež v tajnosti sdělil 21 kardinálům v Římě svůj plán „tímto mimořádným způsobem (koncilem) pomoci od mimořádných nesnází církve“ a požádal je o posouzení. Většina se k této myšlence přiklonila. Příznivci viděli jako nutné, aby nový koncil udělal to, co již neudělal koncil tridentský – totiž výslovně zamítl bludy reformátorů, kteří popírají hierarchicky vybudovanou církev a její neomylnou učitelskou autoritu, a tím zabránil nejistotě uvnitř církve. Navíc ekumenický koncil se v té době nekonal již 3 století, což byla nejdelší mezera v historii církve.
Další krok papež podnikl v dubnu 1865, kdy požádal o vyjádření další biskupy z mnoha evropských států, včetně budoucích protivníků Manninga a Dupanloupa. Biskupové myšlenku schválili, neboť tehdejší doba duchovního zmatku dle nich potřebovala jasné potvrzení křesťanských principů a autority církve. Ozývaly se též silné hlasy po definování papežské neomylnosti.
Papež však všechny rozpaky překonal až po dalších dvou letech. Určitou roli v tom hrál i postoj jeho nejbližšího spolupracovníka – státního sekretáře Antonelliho, který myšlenkou koncilu nadšen nebyl, neboť se obával politických třenic.

## Začátek koncilu a jednací řád
29. června 1868 vydal papež svolávací bulu Aeterni Patris, která zahájení koncilu určovala na 8. prosinec 1869, místem jednání se stal chrám sv. Petra ve Vatikánu. Proto také označení „vatikánský koncil“ (později s určením první). Ostatní koncily v Římě probíhaly v Lateránské bazilice a připojeném paláci. Na rozdíl od tridentského koncilu nebyli pozváni světští panovníci. Ti křesťanští byli pouze vyzváni, aby pomáhali zdárnému průběhu.
Aby se předešlo problémům, které nastaly na koncilu tridentském, kde se stanovení programu a propracování předmětů jednání nechávalo až na koncil samotný, což vedlo k nebezpečným průtahům, byly před Prvním vatikánským koncilem tyto práce provedeny již předem. Přípravy na koncil trvající již několik let byly velmi pečlivé. Jednací řád byl vydán 27. listopadu 1869. Právo předložit vypracovaná schémata ke koncilnímu projednávání dle něj příslušel výhradně papeži, který byl hlavou koncilu. Pro valná shromáždění a slavnostní zasedání byl stanoven zasedací pořádek. Předem bylo též zřízeno pět komisí, které měly vypracovat dogmatické předlohy. Jednalo se o komisi víry, pro církevní disciplínu, pro řehole, komisi pro východní církve a misie a konečně církevněpolitickou komisi. Každá měla kolem 20 členů. Kromě toho byly jmenovány čtyři stále deputace, každá o 24 členech, které měly sloužit k formulování budoucích koncilních dekretů shrnujících výsledky koncilních jednání.

## Průběh
Koncilu se zúčastnilo 774 biskupů z asi 1 050, což byl tehdy největší počet v historii. Biskupové přišli ze všech 5 obydlených světadílů. Pouze Rusko odepřelo svým katolickým biskupům výjezd.
Od 10. prosince 1869 se začalo projednávat první schéma „O katolické víře“, které navazovalo na Syllabus Pia IX. Kterýkoliv biskup se na koncilu mohl svobodně kriticky vyjádřit k jakémukoliv návrhu. Papež do jednání nezasahoval. Původní znění schématu bylo po ostré kritice (např. od kardinála Rauschera z Vídně) odmítnuto a posláno k přepracování. Během ledna a února 1870 bylo úplně přepracováno a začátkem března předloženo koncilu, kterým bylo jako první dekret o víře Dei Filius schváleno 24. dubna 1870 velkou většinou hlasů.

### Otázka neomylnosti
Ačkoliv se začala již jednání o církevní disciplíně, která ale byla díky velmi rozmanitým zkušenostem biskupů z celého světa prakticky všechna dána k novému vypracování, stále více se do popředí drala otázka tzv. papežské neomylnosti. Významnou skupinou byli tzv. ultramontanisté, kteří v neomylném papežství spatřovali záruku mravnosti a řádu, a proto žádali dogmatické vyhlášení koncilu k této záležitosti, když papež mluví „ex cathedra“ o otázkách víry a mravů. Na druhé straně stáli odpůrci této myšlenky či osoby, které sice s neomylností papeže souhlasily, ovšem vzhledem k obavám z reakcí doporučovaly koncilu tuto otázku neprojednávat. Objevily se i extrémní názory stavějící jako neomylné všechny výroky, které kdy papež prohlásí nebo napíše.
Otázka neomylnosti papeže se velmi vášnivě probírala již před koncilem. V mnoha zemích se v té době proti vyhlášení neomylnosti objevil velký odpor i v nejvyšších politických kruzích. Z toho důvodu mnozí biskupové žádali papeže, aby otázku neomylnosti na koncilu projednávat nenechal a vyčkal na vhodnější dobu. Pius IX. jim vyhověl a otázku z jednání koncilu stáhl. Na druhé straně však velcí zastánci neomylnosti (infallibilisté) v čele s kardinálem Manningem, arcibiskupem Deschampsem a biskupy Senestreyem a Martinem se od prosince 1869 snažili otázku neomylnosti na koncil opět dostat a za tímto účelem získávali podporu mezi dalšími biskupy. Nakonec se jim podařilo získat 380 podpisů biskupů proti 136 podpisům opozice, což vedlo papeže k navrácení otázky neomylnosti koncilu.
Otázka neomylnosti byla projednávána v rámci schématu „O církvi Kristově“ od 9. května 1870. Během 37 zasedání generálního shromáždění se hojně diskutovalo a bylo podáno mnoho argumentů pro a proti. V předběžném hlasování 13. července 1870 se vyjádřilo 451 hlasujících pro (placet), 88 proti (non placet) a 62 souhlasilo podmíněně (placet iuxta modum). Závěrečné hlasování se konalo 18. července a konstituce Pastor aeternus, která nauku o primátu a neomylnosti obsahovala, byla schválena 533 hlasy ku 2. Před hlasováním z Říma s papežovým dovolením odjelo 55 biskupů, kteří se závěrem nesouhlasili, nechtěli ale překážet jednání koncilu. Během zasedání se spustila silná bouře, která trvala hodinu a půl. Když byl výsledek papeži předložen, byla tma tak veliká, že musely být doneseny svíce, aby papež mohl přečíst text potvrzovacích slov. Na zasedání se zároveň odsouhlasilo odročení koncilu, který se však již nikdy znovu nesešel. Po vypuknutí prusko-francouzské války 21. července 1870 se francouzská posádka chránící papežský stát stáhla do Francie a brzy poté byl Řím obsazen piemontským vojskem, což v důsledku znamenalo nejen praktické ukončení koncilu (formálně byl ukončen až roku 1960), ale též zánik papežského státu.

## Učení koncilu
Koncilní učení je vyjádřeno ve dvou dokumentech, které jediné koncil před přerušením stihl schválit. Prvním je dogmatická konstituce o katolické víře Dei Fillius, druhým dogmatická konstituce o Kristově církvi Pastor aeternus.

### Dei Fillius
Dei Fillius se zabývá vztahem rozumu k víře a náboženství. Byl rozdělen do 4 kapitol, které pojednávají o jsoucnosti a poznání osobního Boha, o nutnosti božského zjevení, o podstatě víry a o poměru víry a vědění. Koncil se v tomto případě snažil najít cestu mezi absolutizací rozumu racionalismem a na druhé straně absolutizací víry fideismem. Dokument na jedné straně říká, že existují pravdy rozumu dostupné (hlavně samotné poznání existence Boží), na jiné pravdy však (např. trojjedinost Boží) již samotný rozum nestačí, ale k jejich poznání je třeba i nadpřirozeného světla víry – zjevení. Toto zjevení je však rozumu potvrzeno jako pravdivé skrze zázraky. Rozumu se tak ukládá, aby zkoumal fakt božského zjevení, ujistil se, že Bůh mluvil, a vírou přilnul k tomu, co Bůh řekl.
Poznatelnost Boha světlem přirozeného rozumu je v dokumentu definováno jako dogma, čili z hlediska katolické církve nezměnitelná pravda víry. Doslova se v dokumentu píše:
Jestliže někdo říká, že jeden a pravý Bůh, náš Stvořitel a Pán, nemůže být s jistotou poznán přirozeným světlem lidského rozumu skrze to, co bylo učiněno: anathema sit.

Absolutizaci rozumu pak zavrhuje další anathema:
Jestliže někdo řekne, že v božském zjevení nejsou obsažena žádná pravá tajemství ve vlastním smyslu, nýbrž že veškerá dogmata víry mohou být pochopena a dokázána z přirozených principů prostřednictvím řádně poučeného rozumu: anathema sit.

### Pastor aeternus

#### Petrův primát
Konstituce Pastor aeternus se zabývá papežským primátem a též tzv. papežskou neomylností. V 1. kapitole pojednává konstituce o Petrově primátu v církvi. Toto prvenství se netýká jen cti, ale i jurisdikce. Ve 2. kapitole se říká, že tento primát přetrvává v papeži a jeho nástupcích. Následuje anathema nad těmi, kteří by tomu odporovali. Ve 3. kapitole je obsažen kánon shrnující nauku o podstatě primátu:
Jestliže tedy někdo říká, že římský velekněz má povinnost pouze dohlížet a řídit, ale nemá plnou a nejvyšší jurisdikční moc v celé církvi, nejen v záležitostech, které se týkají víry a mravů, ale i v těch, které se týkají disciplíny a správy církve rozšířené po celém světě; nebo že má pouze větší podíl, nikoli však naprostou plnost této nejvyšší moci; nebo že jeho moc není řádná a bezprostřední, ať už ve všech nebo v jednotlivých církvích nebo u všech i jednotlivých pastýřů a věřících: anathema sit.

Tato formulace odsuzuje různé nauky, které by chtěly moc papeže omezovat ve prospěch ostatních biskupů.

#### Neomylnost
Samotné spojení „papežská neomylnost“ či „neomylnost papeže“, jak se často o této otázce mluví, se v textech koncilu vůbec nevyskytuje. Neomylnost papeži dle učení nenáleží jako nějaká jeho vlastnost, nýbrž jedná se o neomylnost církve, která se za zvláštních podmínek uplatňuje v osobě papeže. Podmínkou je, aby papež mluvil „ex cathedra“, což znamená, že:
- Musí mluvit jako pastýř a učitel všech křesťanů, nikoliv pouze jako soukromá osoba či biskup své diecéze
- Nauka se musí týkat víry a mravů
- Musí mluvit ze své nejvyšší apoštolské autority, tzn. mít úmysl s konečnou platností nauku vyhlásit
- Nauka musí být závazná pro všechny věřící. Tento úmysl musí být zřejmý z formulace či okolností.

Samotnou formulací dogmatu dokument Pastor aeternus končí:
A tak se věrně držíme tradice předávané od počátku křesťanské víry a ke slávě Boha, našeho spasitele, a k povznesení katolického náboženství a spáse křesťanského lidu se souhlasem posvátného koncilu učíme a definujeme jako božsky zjevené dogma:

Když římský velekněz mluví „ex cathedra“ (tj. když svou nejvyšší apoštolskou autoritou z úřadu pastýře a učitele všech křesťanů definuje nauku víry nebo mravů, která má být zachovávána celou církví), pak disponuje – díky pomoci, která mu byla přislíbena ve svatém Petru – onou neomylností, již chtěl božský Vykupitel vybavit svou církev při definování nauky víry nebo mravů. Proto jsou takovéto definice římského velekněze samy ze sebe – a nikoliv na základě souhlasu církve – nezměnitelné.

Jestliže se někdo – Bůh nedopusť – opováží odporovat této Naší definici: anathema sit.

## Odezva koncilu
K dogmatům primátu a neomylnosti nakonec všichni biskupové (ať už hned či později) vyjádřili svůj souhlas. Proti rozhodnutí koncilu se však vzepřeli někteří němečtí teologové a snažili se získávat stoupence. Poté, co profesoři některých teologických fakult nezareagovali na výzvu biskupů, aby se podřídili dogmatu, byli exkomunikováni. Založili tedy vlastní církev – starokatolickou. Aby si podrželi apoštolskou posloupnost, zajistili vysvěcení na biskupa bývalému profesorovi teologie ve Vratislavi Reinkensovi z rukou jansenistického biskupa Heykampa. Navzdory počátečním nadějím se však počet stoupenců starokatolické církve z původních desetitisíců nijak nerozrostl, časem začal naopak klesat.
V Německu byli starokatolíci dokonce podporováni samotným ministerským předsedou Bismarckem, pro něhož představovalo starokatolictví prostředek k uskutečnění jeho vize národní německé církve nezávislé na Římu. Z toho důvodu byly v rámci tzv. kulturního boje (Kulturkampf) zaváděny kroky proti římskokatolické církvi na německém území. Byli vyhnáni jezuité a postupně zrušeny všechny kláštery a řádové instituce kromě těch, co se staraly o nemocné. Katolické stavby byly dány k dispozici starokatolické církvi, římskokatolické církvi byla zrušena státní finanční podpora. Situace se vyřešila až poté, co katolická strana Zentrum získala ve volbách v letech 1873–1874 velké množství hlasů. Bismarck byl postupně donucen roku 1880 zákony o kulturním boji odvolat. Ačkoliv byla v Německu situace nejvypjatější, podobné reakce se vyskytovaly i ve Francii, Španělsku, Portugalsku či Rakousku.
Ačkoliv církevní stát zanikl, díky Prvnímu vatikánskému koncilu prestiž papeže uvnitř církve rostla na úroveň, která neměla v historii obdoby. To se projevilo i ve vztazích s vnějším světem vzrůstajícím počtem diplomatických zastoupení různých zemí u Svatého stolce.
Předčasné ukončení koncilu zapříčinilo, že mnoho připravovaných otázek nemohlo být projednáno. Koncil se tak stal důležitým pro svá dogmatická prohlášení. Nicméně již předem vypracované materiály byly použity později např. při tvorbě nového církevního zákoníku. Rozsáhlejší změny ve struktuře církve tak přišly až s druhým vatikánským koncilem.